# Hinder
Hinder – amerykański zespół rockowy założony w 2001 w Oklahoma City w Oklahomie. Zespół wydał swój debiutancki album w 2005.

## Członkowie
- Marshal Dutton – wokal (od 2015)
- Joe „Blower” Garvey – gitara elektryczna
- Mark King – gitara elektryczna
- Mike Rodden – gitara basowa
- Cody Hanson – perkusja

### Byli Członkowie
- Austin Winkler – wokal (do 2013)

## Dyskografia

### Albumy
- „Extreme Behavior” (2005)
- „Take It to the Limit” (2008)
- „All American Nightmare” (2010)
- „Welcome To The Freakshow” (2012)
- „When the Smoke Clears” (2015)

### Single
- „Get Stoned” (2005)
- „Lips of an Angel” (2006)
- „How Long?” (2006)
- „Better Than Me” (2007)
- „Homecoming Queen” (2007)
- „Born to Be Wild” (2007, Steppenwolf cover)
- „Use Me” (2008)
- „Without You” (2008)
- „Up All Night” (2009)
- „Loaded and Alone” (2009)
- „All American Nightmare” (2010)